# Badula fragilis
Badula fragilis Bosser & Coode – gatunek roślin z rodziny pierwiosnkowatych (Primulaceae). Występuje endemicznie na Reunionie. 

## Morfologia
PokrójZimozielone drzewo dorastające do 10 m wysokości.
LiścieBlaszka liściowa ma odwrotnie jajowaty kształt. Mierzy 10–12 cm długości oraz 4–7 cm szerokości, jest całobrzega, ma stłumioną nasadę i tępy wierzchołek. Ogonek liściowy jest nagi i ma 5 mm długości.
KwiatyZebrane po 50–80 w gronach wyrastających z kątów pędów. Mają 5 działek kielicha o trójkątnym kształcie i dorastające do 1 mm długości.